# Грозове (Василівський район)
Грозове́ — село в Україні, у Василівській міській громаді Василівського району Запорізької області. Населення становить 147 осіб. До 2020 орган місцевого самоврядування - Широківська сільська рада.

## Географія
Село Грозове знаходиться на відстані 3 км від села Жереб'янки. Поруч протікає пересихаюча балка Леліхова з загатою.

## Історія
- 1914 — дата заснування як села Розенгоф.
- 1945 — перейменоване в село Грозове.
- 12 червня 2020 року, відповідно до Розпорядження Кабінету Міністрів України від № 713-р «Про визначення адміністративних центрів та затвердження територій територіальних громад Запорізької області», увійшло до складу Василівської міської громади[1].
- 19 липня 2020 року, в результаті адміністративно-територіальної реформи та ліквідації колишнього Василівського району (1923—2020), село увійшло до складу новоутвореного Василівського району[2].